# 沃克河
53°25′43″N 11°50′37″E / 53.42869°N 11.84355°E

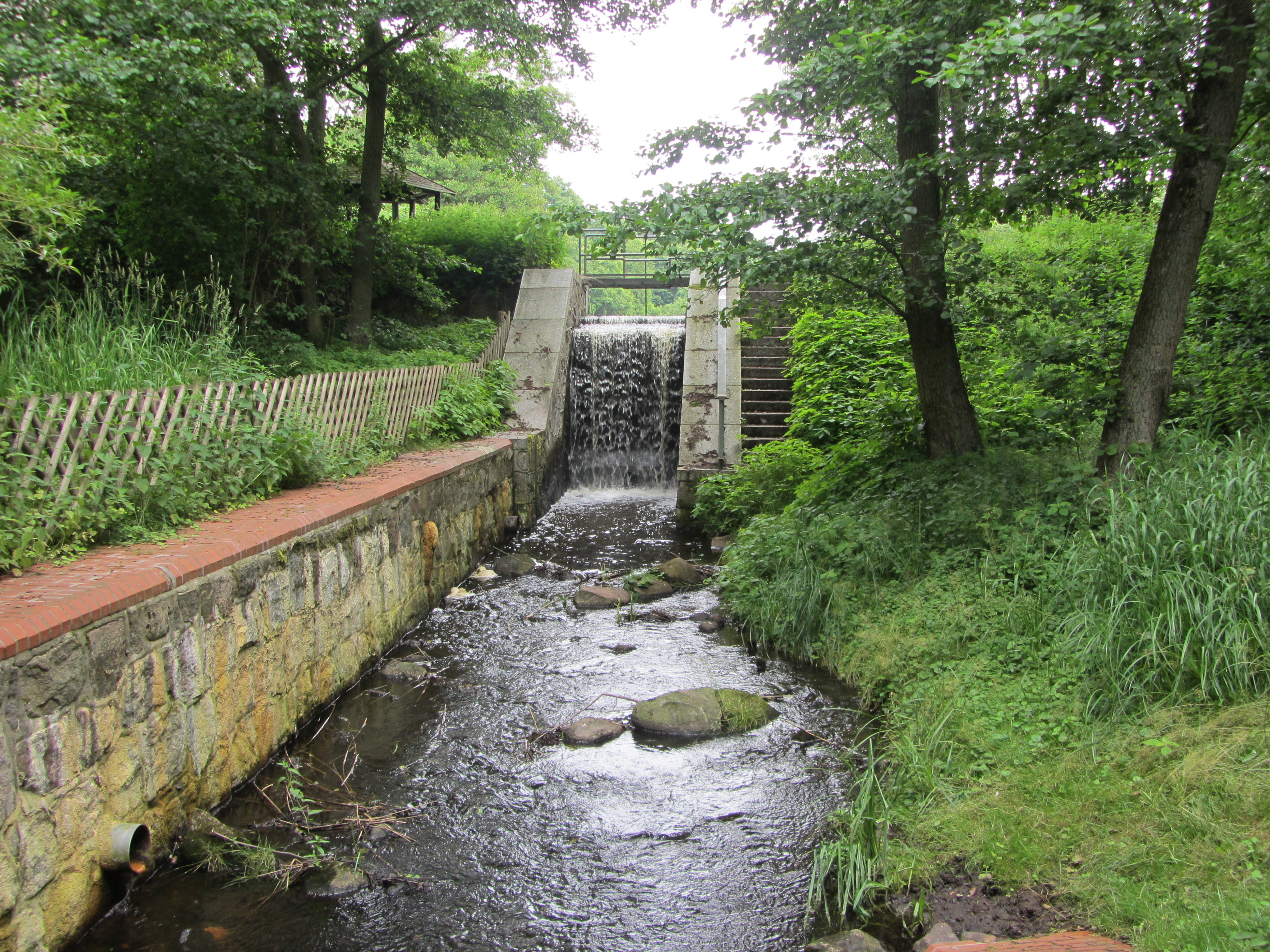
沃克河

沃克河（德語：Wocker），是德國的河流，位於該國北部，由梅克倫堡-前波美拉尼亞州負責管轄，屬於埃爾德河的支流，流域面積33平方公里，河口處在帕爾希姆。